# Liste der Werke der Landschafts- und Gartengestaltung in Radebeul

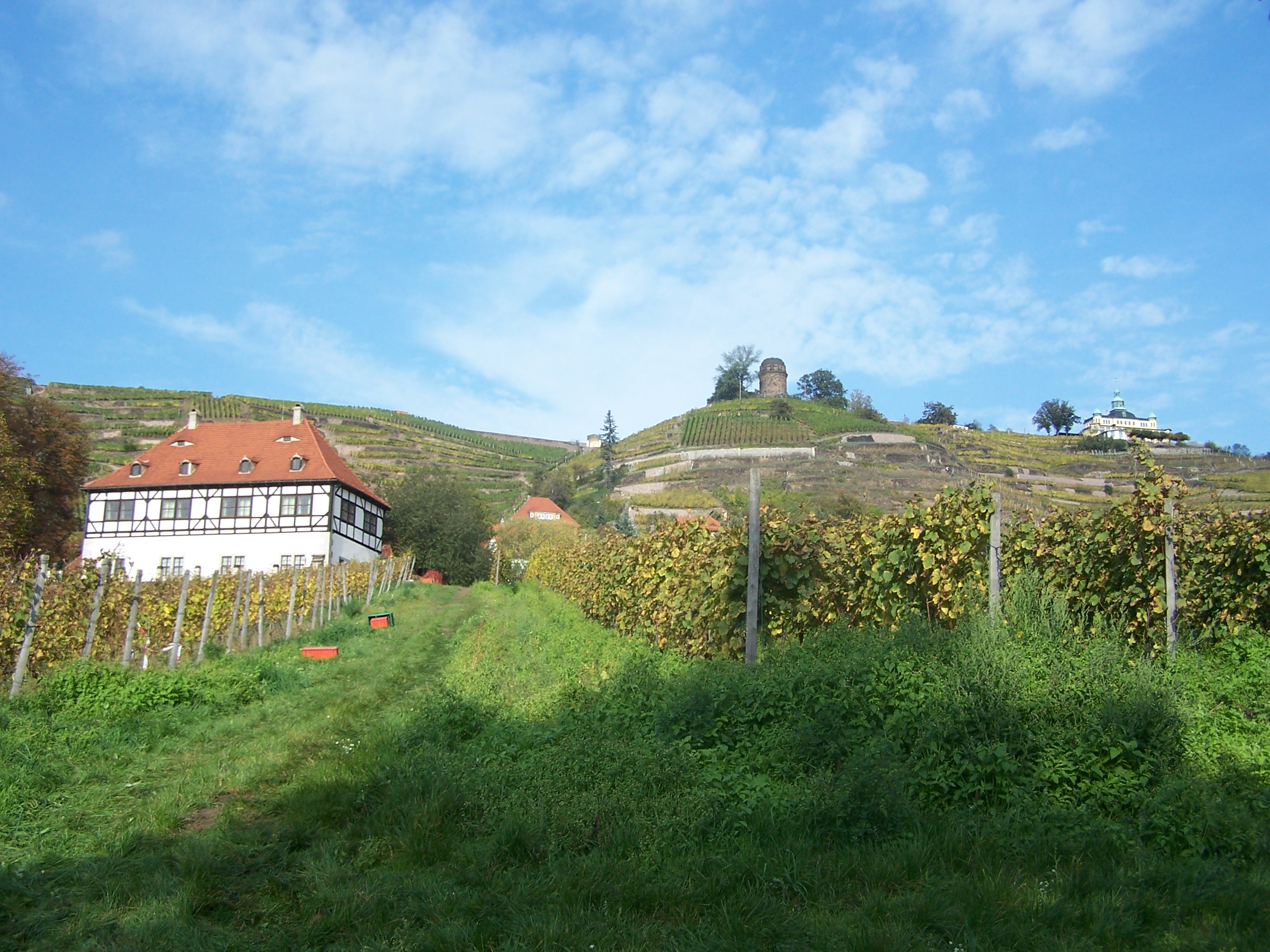
Werk der Landschafts- und Gartengestaltung: Weinbergslandschaft der Hoflößnitz mit dem Weinberg Goldener Wagen (links im Hintergrund der Hoflößnitz) sowie Spitzhaustreppe, Bismarckturm, Spitzhaus und Weinberg Spitzhaus (rechts), fotografiert vom Weinberg Schlossberg

Die Liste der Werke der Landschafts- und Gartengestaltung in Radebeul gibt eine Übersicht über die Kulturdenkmale in der sächsischen Stadt Radebeul, bei denen neben den sich auf dem Anwesen befindlichen Einzeldenkmalen (Baudenkmalen) die Grundstücke selbst als Werk der Landschafts- und Gartengestaltung unter Denkmalschutz stehen. Ein Teil dieser Anwesen liegt in dem seit 1999 ausgewiesenen Denkmalschutzgebiet Historische Weinberglandschaft Radebeul.

## Legende
Die in der Tabelle verwendeten Spalten listen die im Folgenden erläuterten Informationen auf:
- Name, Bezeichnung: Bezeichnung des einzelnen Objekts.
- Adresse, Koordinaten: Heutige Straßenadresse, Lagekoordinaten.

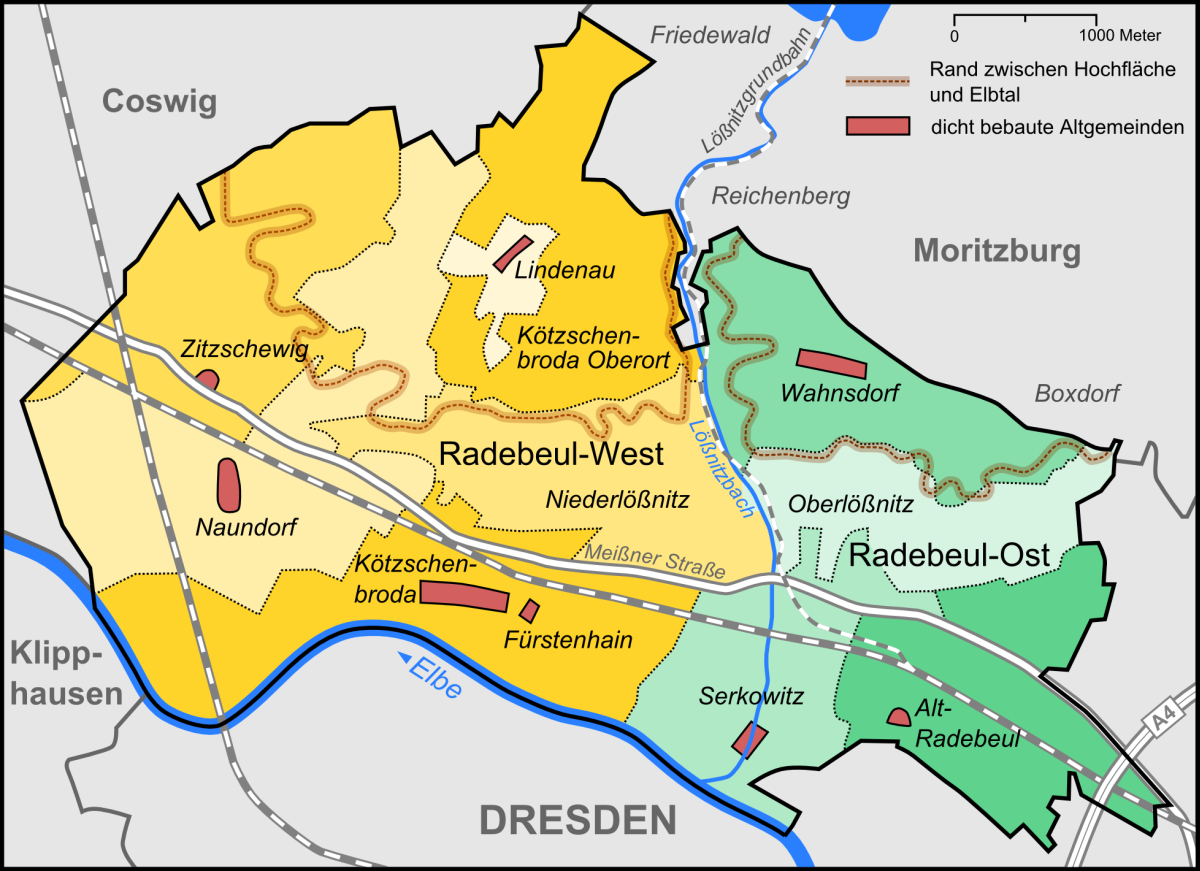
Übersicht über die Lage der Radebeuler Stadtteile

- Stadtteil: Heutiger Radebeuler Stadtteil, so wie in der hiesigen Karte dargestellt.
  - FUE: Fürstenhain
  - KOE: Kötzschenbroda
  - KOO: Kötzschenbroda-Oberort
  - LIN: Lindenau
  - NAU: Naundorf
  - NDL: Niederlößnitz
  - OBL: Oberlößnitz
  - RAD: Alt-Radebeul
  - SER: Serkowitz
  - WAH: Wahnsdorf
  - ZIT: Zitzschewig
- Datum: Besondere Baujahre, so weit bekannt oder ableitbar, teilweise auch Datum der Ersterwähnung der Liegenschaft.
- Baumeister, Architekten: Baumeister, Architekten und weitere Kunstschaffende.
- Denkmalumfang, Bemerkung: Nähere Erläuterung über den Denkmalstatus, Umfang der Liegenschaft und ihre Besonderheiten.[1]
- Bild: Foto des Hauptobjekts.

## Werke der Landschafts- und Gartengestaltung
| Name, Bezeichnung                                                  | Adresse, Koordinaten                                     | Stadtteil | Datum                                                                                      | Baumeister, Architekten | Denkmalumfang, Bemerkung | Bild |
| ------------------------------------------------------------------ | -------------------------------------------------------- | --------- | ------------------------------------------------------------------------------------------ | --- | --- | --- |
| Staatsweinberg Goldener Wagen                                      | Am Goldenen Wagen (Lage)                                 | OBL       | 1710                                                                                       | | Sachgesamtheit Staatsweinberg Goldener Wagen | Staatsweinberg Goldener Wagen |
| Alter Friedhof                                                     | Am Gottesacker (Lage)                                    | KOE       | 1602                                                                                       | | WLG. Alter Friedhof mit Diakonissengräbern | Diakonissengräber Alter Friedhof |
| Weinberg Fliegenwedel                                              | Am Jacobstein 40 (Lage)                                  | NDL       | 1674 Fliegenwedel, 1680, 1750, 1862, 1984–1995                                             | | WLG Schloss Wackerbarth. Barockes Winzerhaus, ehemals mit Weinberg Fliegenwedel und Weinbergspavillon Jacobstein | Haus Fliegenwedel vor dem gleichnamigen Weinberg, oben der Jacobstein                                                                          |
| Außenanlagen der Wettinshöhe                                       | Auerweg 2, 2a (Lage)                                     | ZIT       | 15. Jh. Landeskrone, 1758, 1858/59, 1875, 1879/80                                          | August Große (Gärtnerhaus), Gebrüder Ziller (Umbau)                                                                                            | Ehemaliges Berggasthaus, dann Villa, mit Remise, Portalanlage, Einfriedung, Alleen, kleines Gärtnerhaus (Nr. 2a), Weinberg | Haus Wettinhöhe: Zum Werk der Landschafts- und Gartengestaltung gehört auch eine Baumallee als Zufahrt                                         |
| Park der Villa Gustav Röder                                        | August-Bebel-Straße 23 (Lage)                            | RAD       | 1896/97, um 1925, 1936, 1939/40                                                            | Gustav Röder, Max Czopka (Modernisierung, Blockhaus)                                                                                           | Villa mit Garten und Einfriedung und Blockhütte. Bewohner: Gustav Röder, Euchar Albrecht Schmid | Villa Gustav Röder |
| Park des Landhauses Christian Gottlieb Ziller                      | Augustusweg 4 (Lage)                                     | OBL       | 1834                                                                                       | Christian Gottlieb Ziller | Villa mit großem Gartengrundstück. Bewohner: Christian Gottlieb Ziller. Geburtshaus der Kinder Ernst, Moritz, Gustav, Paul | Landhaus Christian Gottlieb Ziller, Park |
| Park der Villa Sommer                                              | Augustusweg 44 (Lage)                                    | OBL       | 1900                                                                                       | Oskar Menzel | Villa mit Park und Einfriedung | Park der Villa Sommer |
| Gartenanlagen von Haus Sorgenfrei                                  | Augustusweg 48 (Lage)                                    | OBL       | frühes 18. Jh., 1783–1789, 1994–1999                                                       | Johann August Giesel | Herrensitz mit schlossartigem Herrenhaus, drei Nebengebäude (Gärtnerhaus, Saalbau mit Hintergebäude, Scheune), Garten- bzw. Parkanlage vor und hinter den Gebäuden, Einfriedung mit Toranlage. Bewohner: Christian Friedrich von Gregory, Alfred Tischer, Erhard Hippold, Gussy Hippold-Ahnert, Rudolf Pätzold | Haus Sorgenfrei: Gartenanlage vor dem Gartenhaus                                                                                               |
| Garten zum Landhaus Kurt Albrecht                                  | Augustusweg 82 (Lage)                                    | OBL       | 1909–1912                                                                                  | Gebrüder Ziller (Entwurf Max Steinmetz), Baufirma Ernst Mehlig (restliche Bauausführung)                                                       | Mietvilla mit Garten und Einfriedung | Garten des Landhauses Kurt Albrecht |
| Park Jägerberg, Teil des Bilz-Sanatoriums                          | Augustusweg 110 (Lage)                                   | OBL       | 1850/60, 1871/72, 1895/96                                                                  | Gebrüder Ziller (Umbau), Gustav Röder (Umbau Scheune)                                                                                          | WLG Jägerberg. Villa mit Wintergarten, Stall, Scheune, Remise, Torhaus, Weinkeller, Gartenplastik, Brunnenanlage und z. T. terrassiertem Park, darin künstliche Ruine sowie Bastion mit Aussichtsturm („Blechburg“) und Einfriedung. Bewohner Eduard Bilz | Jägerberg |
| Mosaiksteinpflaster und Lindenallee                                | Bahnhofstraße 1; 5; 6; 7; 8; 8a; 17; 18; 19 (vor) (Lage) |           | Ende 19. Jh.                                                                               | | Bahnhofstraße: Pflasterung mit verschiedenfarbigen Steinen und Sternornament, Lindenallee mit Rosskastanie im Kreuzungsbereich | Bahnhofstraße: Pflasterung |
| Hohenhaus-Park                                                     | Barkengasse 6 (Lage)                                     | ZIT       | 13. Jh. Weinberg, 15. Jh. Bischofsberg, 1584, 1885                                         | Giese & Weidner (Umbau) | WLG Hohenhaus. Ehemaliges Weingut mit Herrenhaus, Park, ehemaliger Gärtnerei mit Gärtnerhaus und Heizhaus mit Dampfmaschine (Mittlere Bergstraße 22) und Wohnhaus (Mittlere Bergstraße 20). Besitzer, Bewohner: Meißner Bischöfe, Johann Georg von Rechenberg, Freiin von Werthern, Heino Heinrich von Flemming, Berthold Thienemann (Vater von Marie und Martha), Gerhart Hauptmann, Carl Hauptmann, Walther Stechow, Eberhard Stechow                                                               | Hohenhaus Radebeul |
| Park der Villa Anna Zischer                                        | Bennostraße 27a, 29 (Lage)                               | OBL       | 1873/74 Umbau                                                                              | Gebrüder Ziller | Schweizerhaus | Eingang in den Park des Anwesens, von der Bennostraße aus                                                                                      |
| Außenanlagen des Bennoschlösschens                                 | Bennostraße 35 (Lage)                                    | OBL       | um 1600, 1896                                                                              | Gebrüder Ziller (Aufstockung Pressraum) | Schlossartiges Herrenhaus im Renaissancestil, mit Einfriedung und Weinberg, einer der bemerkenswertesten Landsitze von Radebeul. Bewohner: Hans Harrer, Familie Metzsch-Reichenbach | Bennoschlösschen im Winter |
| Außenanlagen von Haus Steinbach                                    | Bennostraße 41 (Lage)                                    | OBL       | um 1650 (Kellertonne), nach 1745, 1830, 1835                                               | | Winzerhaus mit Villa, Scheune, Weinberg, Park und Stütz- sowie Einfriedungsmauern | Weinbergshaus Haus Steinbach mit Winzergut |
| Garten von Haus Höhne                                              | Bergblick 2 (Lage)                                       | SER       | 1926                                                                                       | Alwin Höhne | Villa mit Terrassierung, Brunnenhaus und Einfriedung. Besitzer: Alwin Höhne | Garten von Haus Höhne |
| Garten der Villa Elisa                                             | Borstraße 19 (Lage)                                      | NDL       | 1878                                                                                       | Gebrüder Ziller | Villa mit Nebengebäude, Villengarten (mit Brunnen, Gartendenkmal), Toreinfahrt und Einfriedung mit portalartiger Pforte | Villa Elisa |
| Garten der Villa Hildebrandt                                       | Borstraße 27 (Lage)                                      | NDL       | 1872, 1905                                                                                 | August Große, F. A. Bernhard Große (Umbau) | Mietvilla und parkähnlich gestaltetes Grundstück, mit Terrassenanlage und Baumbestand | Park der Villa Hildebrandt |
| Fontainenplatz, Rondell Dr.-Schmincke-Allee                        | Dr.-Schmincke-Allee 18–21 (Lage)                         | SER       | 1890–1892                                                                                  | Gebrüder Ziller, Wilhelm Eisold | Städtebauliches Ensemble aus Villen und Rondell, Platz mit Grünanlage, Fontäne und Figurengruppe | Fontainenplatz mit Villa Lotti |
| Garten von Haus Schädler                                           | Eduard-Bilz-Straße 54 (Lage)                             | OBL       | 1933                                                                                       | Alfred Tischer (Entwurf), Felix Sommer (Bau)                                                                                                   | Garten zum Wohnhaus | Garten von Haus Schädler, davor die Nymphe als Bilzdenkmal auf dem Eduard-Bilz-Platz                                                           |
| Kurpark des Bilz-Sanatoriums                                       | Eduard-Bilz-Straße 53–57, Straken, Am Dammberg (Lage)    | OBL/WAH   | 1892/93, 1894/95, 1921                                                                     | Carl Käfer (Umbau Haus I), Gebrüder Ziller, Alwin Höhne (Anbau)                                                                                | Sanatoriumsgebäude mit Aussichtsturm („Mäuseturm“), Weinberg/Kurpark und Einfriedung. Bilz-Sanatorium Kurhaus I. Besitzer: Eduard Bilz | Ehemaliger Kurpark des Bilz-Sanatoriums |
| Garten der Villa Heinrich Findeisen                                | Einsteinstraße 16 (Lage)                                 | RAD       | 1902, 1921                                                                                 | Carl Käfer | Villa mit markanter Jugendstilornamentik, Einfriedung, Garten | Villa Heinrich Findeisen |
| Winzerhaus Erdmann, Oberes Winzerhaus des Minckwitzschen Weinbergs | Finstere Gasse 5 (Lage)                                  | NDL       | 1724, Scheune jünger                                                                       | | WLG Minckwitzscher Weinberg. Ehemals Teil des Minckwitzschen Weinguts, mit ehemaliger Scheune, Brunnenhaus, Einfriedungs- und Weinbergmauern sowie Weinberg | Haus Erdmann, Rückseite mit Brunnenhaus |
| Gartenanlage des Karl-May-Museums Radebeul                         | Karl-May-Straße 5 (Lage)                                 | RAD       | 1893/94, 1925, 1933 Blockhaus                                                              | Gebrüder Ziller, Max Czopka (Entwurf Umbau), Alwin Höhne (Umbau)                                                                               | WLG Karl-May-Museum. Karl-May-Museum. Villa Shatterhand, Villa Bärenfett, Karl-May-Hain. Villa, Blockhaus, Gartenanlage und gestaltete Grünanlage bzw. Hain (auf der gegenüberliegenden Straßenseite). Bewohner: Karl May, Klara May | Villa Bärenfett im Karl-May-Garten |
| Karl-May-Hain                                                      | Karl-May-Straße 5 gegenüberliegend (Lage)                | RAD       | 1893/94, 1925, 1933 Blockhaus                                                              | Gebrüder Ziller, Max Czopka (Entwurf Umbau), Alwin Höhne (Umbau)                                                                               | WLG Karl-May-Museum. Karl-May-Hain (auf der gegenüberliegenden Straßenseite), ehemals Mays Obstgarten. Bewohner: Karl May, Klara May | Karl-May-Hain |
| Garten der Villa Meta                                              | Karlstraße 9 (Lage)                                      | NDL       | um 1885                                                                                    | Adolf Neumann | Garten der Villa Meta | Garten der Villa Meta |
| Ehrenhain der Lutherkirche                                         | Kirchplatz 1 (Lage)                                      | RAD       | 1891/92, 1934                                                                              | Schilling & Graebner, Alfred Tischer (Innenumbau)                                                                                              | Ehrenhain der Pfarrkirche. Saalkirche mit Emporen, Querhaus, eingezogenem Chor, Nordturm. Ehrenhain mit Denkmal für die Gefallenen des I. Weltkriegs | Kriegerdenkmal bei der Lutherkirche |
| Weinbergslandschaft der Hoflößnitz                                 | Knohllweg 37 (Lage)                                      | OBL       | vor 1401, 1401, 1650 Lusthaus, 1747/150 Spitzhaustreppe, 1840 Kavaliershaus, 1904 Pavillon | Ezechiel Eckhardt, Christian Schiebling, Albert Eckhout, Centurio Wiebel, Matthäus Daniel Pöppelmann, Carl Mildreich Barth, Karl Moritz Haenel | WLG Hoflößnitz. Ehemals Kurfürstliches Weingut, heute städtisches Weingut. Stiftung Weingutmuseum Hoflößnitz. Berg- und Lusthaus, Kavaliershaus, Presshaus, Wirtschaftsgebäude, Weinpresse, Toranlagen, Treppen (u. a. Spitzhaustreppe mit Muschelpavillon), Reiterstein und angrenzende Weinberge. Besitzer: Burggrafen von Dohna, Wilhelm I. (Meißen), Johann Georg I., Johann Georg II., August der Starke, August III., weitere Wettiner                                                          | Hoflößnitz mit dem Weinberg Goldener Wagen (links im Hintergrund der Hoflößnitz) sowie Bismarckturm, Spitzhaus und Weinberg Spitzhaus (rechts) |
| Friedhof Radebeul-West                                             | Kötzschenbrodaer Straße 166 (Lage)                       | KOE       | 1873 (Tor), 1913 (Kapelle)                                                                 | Moritz Große (Erste Kapelle), Gebrüder Kießling (Kapelle)                                                                                      | WLG. Friedhof mit Kapelle, Kapellenanbau, Grabanlagen und Einfriedungsmauer | Friedhof Radebeul-West |
| Talutanlage                                                        | Kynastweg 2 (Lage)                                       | ZIT       | 1862                                                                                       | | Krapenberg. Talutanlage und Mauern eines ehemaligen Weinguts, siehe auch Mittlere Bergstraße 44/44a | Talutanlage auf dem Krapenberggelände, von der Spitze des Krapenberg aus                                                                       |
| Park zum Weingut Haus Kynast                                       | Kynastweg 26 (Lage)                                      | ZIT       | um 1750, um 1860 Turmhaus, 1888, 1899                                                      | F. A. Bernhard Große (Aufstockung Herrenhaus) (Umbau Turmhaus)                                                                                 | Ehemaliges Weingut mit Herrenhaus, Turmhaus, Gärtnerhaus, Torhaus, barocker Brunnen bzw. Badehaus, Park mit Bassin und Sonnenuhr, terrassierte Stützmaueranlage, Grotte, wassertechnische Anlagen im Norden. Bewohner: Familie von Bomsdorff, August von Witzleben, Heino Kretzschmar, Ewald Hilger, Hans Marschall | Herrenhaus Kynast |
| Garten der Hofmann-Villa                                           | Ledenweg 2a, 2b (Lage)                                   | KOE       | 1915/16                                                                                    | Felix Sommer | Villa mit Nebengebäude, Toreinfahrt und Park. Besitzer: Johannes Wilhelm Hofmann | Hofmann-Villa |
| Weinbergslandschaft der Hoflößnitz                                 | Lößnitzgrundstraße 19 (Lage)                             | OBL       | 1. H. 19. Jh.                                                                              | | WLG Hoflößnitz. Winzerhaus, ehemaliges Backhaus und Toranlage der Hoflößnitz | Toranlage zur Hoflößnitz, rechts dahinter Winzerhaus und Backhaus                                                                              |
| Weinbergslandschaft der Hoflößnitz                                 | Lößnitzgrundstraße 23 (Lage)                             | OBL       | 18. Jh., 1891                                                                              | | WLG Hoflößnitz. Ehemaliger Holzhof der Hoflößnitz mit Winzerhaus | Winzerhaus des Holzhofs Hoflößnitz |
| Garten der Villa Tanger                                            | Meißner Straße 159 (Lage)                                | KOE       | 1873                                                                                       | Gebrüder Ziller | Villa mit Nebengebäude und Gartenanlage | Villa Meißner Straße 159, Gartenanlage |
| Gartenanlage und Weinbergslandschaft von Schloss Wackerbarth       | Mittlere Bergstraße 4 (Lage)                             | NDL       | 18. Jh., 1802 Wirtschaftsgebäude, um 1940 Scheune                                          | | WLG Schloss Wackerbarth. Traiteurhaus, Winzerhaus (Speisewirtschaft, traiteur: franz. für Gastwirt) mit Wirtschaftsgebäude und Nebenanlage (Scheune). Zu Schloss Wackerbarth gehörig | Traiteurhaus vor den Weinbergshängen Schloss Wackerbarths                                                                                      |
| Hohenhaus-Park                                                     | Mittlere Bergstraße 22 (Lage)                            | ZIT       | 2. H. 19. Jh.                                                                              | | WLG Hohenhaus. Ehemalige Gärtnerei des Hohenhauses, siehe Barkengasse 6 | Gärtnerei nebst Heizhaus des Hohenhauses, Mittlere Bergstraße 22, vor dem Hohenhauspark                                                        |
| Garten der Krapenburg                                              | Mittlere Bergstraße 44 (Lage)                            | ZIT       | 1710, 1899                                                                                 | | Hauptgebäude mit nördlichem Anbau, Winzerhaus auf Einfriedung, Backhaus, Park und Einfriedung des ehemaligen Weinguts Krapenberg, Talutanlage von 1862. Besitzer Christoph Vitzthum von Eckstädt | Garten der Krapenburg |
| Garten der Meyerburg, Landsitz Meyer                               | Mohrenstraße 5 (Lage)                                    | NDL       | 1911/12                                                                                    | Schilling & Graebner (Entwurf), F. W. Eisold (Bau)                                                                                             | Villa mit Garten und Gartenlaube. | Meyerburg |
| Garten der Villa Krüger                                            | Neue Straße 12 (Lage)                                    | KOE       | 1858, 1890 (Umbau)                                                                         | Alfred Neumann | Villa mit Toranlage und Garten | Villa Krüger, Gartenansicht vom Gartentor aus                                                                                                  |
| Gartenanlage und Weinberge von Neufriedstein                       | Neufriedstein 2 (Lage)                                   | NDL       | 1417 Wehlsberg, 1778–80, 1904                                                              | | WLG Neufriedstein. Herrenhaus (Pfarrtöchterheim) mit Winzerhaus, Mätressenschlösschen, Parkanlage und Weinberg. Besitzer: Herren von Köckeritz auf Burg Wehlen, Johann George Ehrlich | Weinbergslandschaft Neufriedstein |
| Minckwitzscher Weinberg                                            | Obere Bergstraße 30, 30a, 30b (Lage)                     | NDL       | 1412 Altenberg, ab 1712 Herrenhaus, 1713, 1727, 1877, 1907–1909                            | August Große (Umbau, Remise), F. A. Bernhard Große (Umbau Herrenhaus, Nebengebäude)                                                            | WLG Minckwitzscher Weinberg. Ehemaliges Weingut mit Herrenhaus, Remise, Seitengebäude, zwei Lusthäuser, Einfriedungs- und Weinbergsmauern sowie Weinberg und Park. Besitzer, Bewohner: Heinrich Henning August von Bredow, Familie von Minckwitz, Paul Wilhelm | Minckwitzsches Weinberghaus auf der Spitze des gleichnamigen Weinbergs                                                                         |
| Weinberg der Sektkellerei Bussard                                  | Obere Bergstraße 65, 65a–f, 67, 67a–i, (Lage)            | NDL       | um 1830                                                                                    | | Ehemalige Sektkellerei | Weingarten unterhalb der ehemaligen Sektkellerei Bussard                                                                                       |
| Parkreste und Weinberge Paulsberg                                  | Paulsbergweg 21, 21a, 21b, 21c, 21d, 21e (Lage)          | ZIT       | 1436 Seydenberg, ab 1679, 1853, um 1905                                                    | | Ehemaliges Weingut mit Hauptgebäude, zwei Seitenflügeln, Einfriedung, Toranlage sowie Weinbergen und Resten d. Parks. Besitzer Hofrat Dr. Christoph Ritter, Curt Ewald von Germar, Carl Oskar von Friesen | Parkreste und Weinberge Paulsberg |
| Garten der Mietvilla Carl August Böhmer                            | Rennerbergstraße 7 (Lage)                                | NDL       | 1901, 1939                                                                                 | Gebrüder Große, Albert Patitz (Anbau) | Mietvilla mit Pavillon und Einfriedung. Erich Weber | Garten der Mietvilla Carl August Böhmer |
| Garten der Villa Schuchstraße 4                                    | Schuchstraße 4 (Lage)                                    | NDL       | 1870er Jahre                                                                               | Gebrüder Ziller, Georg Heinsius von Mayenburg (Anbau)                                                                                          | Garten zur Villa | Garten Schuchstraße 4, von der Paradiesstraße aus                                                                                              |
| Friedhof Radebeul-Ost                                              | Serkowitzer Straße 33 (Lage)                             | RAD       | 1890/91, 1928/29                                                                           | Schilling & Graebner (incl. Kapelle), Max Czopka (Neue Feierhalle)                                                                             | WLG. Friedhof mit alter und neuer Feierhalle und Einfriedungsmauer, mit Grufthaus Karl Mays (1912 1913), Jugendstilgruft, Grabmal Doerstling und Beckert sowie weiteren Grabanlagen, alte Feier-Halle um 1890, neue Feierhalle um 1925 | Friedhof Radebeul-Ost, Kapelle von Schilling & Graebner                                                                                        |
| Weinbergslandschaft der Hoflößnitz                                 | Spitzhausstraße (Lage)                                   | OBL       | 1747–1750, 1845–1847                                                                       | Matthäus Daniel Pöppelmann (Entwurf), Karl Moritz Haenel (Wiederherstellung)                                                                   | WLG Hoflößnitz. Spitzhaustreppe mit Pavillon (siehe auch Hoflößnitz Str. 37) | Der obere Teil der 397 Stufen, links das Tor in den Weinberg Goldener Wagen                                                                    |
| Weinbergslandschaft der Hoflößnitz                                 | Spitzhausstraße (Lage)                                   | OBL       | 1907                                                                                       | Wilhelm Kreis (Entwurf), Alfred Große (Bau) | WLG Hoflößnitz. Bismarckturm | Blick auf den Bismarckturm |
| Weinbergslandschaft der Hoflößnitz                                 | Spitzhausstraße 36 (Lage)                                | OBL       | 1622, 1672, 1749, 1902, 1928                                                               | Wolf Caspar von Klengel, Matthäus Daniel Pöppelmann, Richard Beyer, Adolf Neumann (Verandaanbau)                                               | WLG Hoflößnitz. Spitzhaus. Ehemaliges Vorwerk, Weinbergshaus, dann kurfürstliches Lustschlösschen, heute als Gasthaus genutzt. Ehemals Teil der Hoflößnitz. Besitzer: Johann Georg I., Freiherr von Rechenberg, Familie von Wolframsdorf, Jacob Heinrich von Flemming, Reichsgräfin von Cosel, August den Starken, August III., weitere Wettiner, Friedrich Herrmann Hennicke. Gäste Joseph II., Karl X. von Frankreich, Otto I. von Griechenland, Wilhelm I. von Preußen                             | Spitzhaus aus Richtung Hoflößnitz |
| Garten zum Birkenhof                                               | Spitzhausstraße 28 (Lage)                                | OBL       | 1910, 1921–25, 1928                                                                        | Friedrich Wagner-Poltrock | Villa mit Terrassengestaltung, Gartenarchitektur mit Brunnen, Pflanzkübel, Resten originaler Wegeführung, Mauern mit zwei Pavillons, dazu Terrassierung des Weinbergs und Bassin in seitlichem Taleinschnitt | Birkenhof Garten |
| Gartenanlage und Weinbergslandschaft von Schloss Wackerbarth       | Wackerbarthstraße 1, Mittlere Bergstraße (Lage)          | NDL       | 1727–1729, 1743 Jacobstein, 1853, 1916/17                                                  | Johann Christoph Knöffel, Matthäus Daniel Pöppelmann, Georg Heinsius von Mayenburg (Umbau)                                                     | WLG Schloss Wackerbarth. Schloss Wackerbarth. Sitz des Sächsischen Staatsweinguts. Schloss mit barocker Gartenanlage, Belvedere, Jacobstein, Reste von Gartenplastiken, Einfriedung, Erinnerungstafel und Weinberg einschließlich Grundstück Fliegenwedel. Bewohner: Christoph August von Wackerbarth, Joseph Anton Gabaleon von Wackerbarth-Salmour, Christian Friedrich von Gregory, August Josef Ludwig von Wackerbarth, Carl Lang, Elise Polko, Albert von Carlowitz, Johann Georg Theodor Grässe | Schloss Wackerbarth's Belvedere und Jacobstein, Weinbergslandschaft                                                                            |
| Park zum Haus Jordan                                               | Weinbergstraße 24, 26/26b/c (Lage)                       | OBL       | 1866/67                                                                                    | Moritz Ziller | Villa mit Park und Einfriedung und Toreinfahrt | Haus Jordan mit Gartenanlage |
| Garten zum Weingut Hofmannsberg                                    | Weinbergstraße 48/48a (Lage)                             | OBL       | 1865, 1903–05                                                                              | Adalbert Friedrich | Garten zum Anwesen | Weingut Hofmannsberg (li. Winzerhaus, re. Herrenhaus), von der Bennostraße aus                                                                 |
| Garten der Villa Laetitia                                          | Zillerstraße 2 (Lage)                                    | NDL       | 1873                                                                                       | | Villa (ohne Anbauten), mit Villengarten (Gartendenkmal), Gartenpavillon und Einfriedung | Garten der Villa Laetitia |
| Park der Villa Kolbe                                               | Zinzendorfstraße 16 (Lage)                               | RAD       | 1890/91                                                                                    | Otto March (Entwurf), Gebrüder Ziller (Baugewerke)                                                                                             | Villa mit Garten und Einfriedung. Bewohner: Carl Kolbe | Villa Kolbe, von Nordwesten |